# یاکوفلوسکایا (شهرستان وینوگرادوفسکی، استان آرخانگلسک)
یاکوفلوسکایا (به لاتین: Yakovlevskaya) یک منطقهٔ مسکونی در روسیه است که در استان آرخانگلسک واقع شده‌است.